# 유동작
유동작(柳東作, 1877년 8월 14일(음력 7월 6일) ~ 1910년 1월 31일)은 대한제국 말기 의병 재판에 참가한 법조인이다.

## 생애
1897년 평양의 단군 사당인 숭령전 참봉으로 관직에 나갔다가 이듬해 미국을 거쳐 일본으로 건너갔다. 일본에서 메이지 대학 법률과에 입학했으며, 관비유학생으로 법학을 공부했다.
1904년 메이지 대학을 졸업한 뒤 대한제국의 법부 법률기초위원으로 채용되었고, 법관양성소 교원, 변호사 시험위원 등을 지내며 법률 전문가로서 활동했다. 1906년 육군법원 이사, 한성부재판소 검사, 1908년 경성지방재판소 판사를 역임하였고, 1909년 제1회 사법시험이 실시되었을 때 시험위원을 맡기도 했다.

## 의병 재판
유동작은 의병 항쟁이 활발한 기간 동안 경성지방재판소에 근무하며 약 70여명의 의병 재판에 판사로 참여했다. 유동작이 판결을 내린 의병 사건 중 징역형 또는 유형 5년 이상의 선고가 내려졌고 대한민국 국가보훈처가 훈장을 추서한 주요 판결은 다음과 같다.
| 선고 날짜        | 의병장 이름    | 주활동 지역                  | 국가보훈처 서훈 내역        | 판결                  |
| ---------------- | -------------- | ---------------------------- | --------------------------- | --------------------- |
| 1908년 8월 22일  | 조근봉, 이경석 | 경기도 강화                  | 건국훈장 애국장 (조근봉) 등 | 유형 7년 (조근봉) 등  |
| 1908년 9월 1일   | 진성교         | 경기도 연천                  | 건국훈장 애국장             | 유형 10년             |
| 1908년 9월 5일   | 윤성칠         | 경기도, 강원도               | 건국훈장 애족장             | 유형 7년              |
| 1908년 9월 5일   | 최석재         | 경기도, 강원도               | 건국훈장 애국장             | 유형 15년             |
| 1908년 9월 12일  | 채운걸,이재복  | 경기도, 강원도               | 건국훈장 애국장 (채운걸) 등 | 유형 10년 (채운걸) 등 |
| 1908년 9월 19일  | 원도인,이상학  | 강원도 일대                  | 대통령 표창 (원도인) 등     | 유형 5년 (원도인) 등  |
| 1908년 9월 19일  | 윤응원         | 경기도, 강원도               | 건국훈장 애국장             | 유형 7년              |
| 1908년 9월 19일  | 임백윤         | 경기도 광주,여주,용인        | 건국훈장 애국장             | 유형 7년              |
| 1908년 9월 29일  | 정주원,이상덕  | 경기도, 충남                 | 건국포장 (정주원) 등        | 교수형 (정주원) 등    |
| 1908년 9월 29일  | 조봉선         | 충북 충주,음죽               | 건국훈장 애족장             | 유형 7년              |
| 1908년 10월 1일  | 김은중         | 경기도 장단                  | 건국훈장 애족장             | 유형 7년              |
| 1908년 10월 1일  | 이학상         | 경기도 고양,강화             | 건국훈장 애족장             | 유형 7년              |
| 1908년 10월 8일  | 전순만         | 경기도 양주,적성             | 애국훈장 애족장             | 유형 5년              |
| 1908년 10월 10일 | 박정심         | 경기도 죽산, 강원도 원주     | 건국훈장 애족장             | 유형 5년              |
| 1908년 10월 13일 | 김경휘,석만일  | 강원도 원주                  | 건국훈장 애국장 (김경휘) 등 | 유형 5년 (김경휘) 등  |
| 1908년 10월 13일 | 이학선         | 경기도 교하,풍덕,김포        | 건국훈장 애국장             | 유형 5년              |
| 1908년 11월 7일  | 김거복         | 경기도 양근,장단             | 건국훈장 애국장             | 유형 5년              |
| 1908년 11월 7일  | 김인범         | 경기도 양주,이천,양근        | 건국훈장 애족장             | 유형 5년              |
| 1908년 11월 10일 | 박성삼         | 경기도 일대                  | 건국훈장 애족장             | 유형 5년              |
| 1908년 11월 12일 | 안배언         | 경기도 양주,가평             | 건국훈장 애족장             | 유형 5년              |
| 1908년 11월 26일 | 나성일         | 강원도 영춘,영월, 경북 안동  | 건국훈장 애족장             | 유형 5년              |
| 1908년 11월 28일 | 김경록,김해룡  | 경기도 파주,양주,적성        | 건국훈장 애국장 (김경록) 등 | 유형 10년 (김경록) 등 |
| 1908년 11월 28일 | 노병원         | 강원도 홍천,횡성             | 건국훈장 애족장             | 유형 5년              |
| 1908년 11월 28일 | 박성춘         | 강원도 평창                  | 건국훈장 애족장             | 유형 5년              |
| 1908년 11월 30일 | 엄봉민         | 강원도 삼척,정선,영월        | 건국훈장 애족장             | 유형 5년              |
| 1908년 12월 15일 | 방사필         | 강원도 정선                  | 건국훈장 애족장             | 유형 5년              |
| 1909년 1월 26일  | 윤치장         | 경기도 광주                  | 건국훈장 애국장             | 교수형                |
| 1909년 2월 6일   | 전복규         | 경기도 연천,마전,장단        | 건국훈장 애국장             | 유형 15년             |
| 1909년 2월 9일   | 전해수         | 강원도 양구                  | 건국훈장 애족장             | 유형 5년              |
| 1909년 3월 20일  | 채경묵         | 강원도 일대                  | 건국훈장 애국장             | 징역 5년형            |
| 1909년 3월 30일  | 김현국         | 경기도, 강원도, 충청도       | 건국훈장 독립장             | 교수형                |
| 1909년 5월 8일   | 이은찬         | 경북, 황해도, 충청도, 경기도 | 건국훈장 대통령장           | 교수형                |
| 1909년 7월 6일   | 이백원         | 경기도 포천,양주             | 건국훈장 애족장             | 유형 5년              |
| 1909년 7월 8일   | 정흥규         | 경기도 고양,양주             | 건국훈장 애족장             | 유형 5년              |
| 1909년 10월 14일 | 김수민         | 경기도 장단                  | 건국훈장 국민장             | 교수형                |
| 1909년 10월 28일 | 정용대         | 경기도 적성,양주             | 건국훈장 국민장             | 교수형                |

## 사후
유동작은 의병 항쟁 탄압에 적극적으로 참여한 행적으로 인해 2006년 친일반민족행위진상규명위원회가 발표한 친일반민족행위 106인 명단에 포함되었다. 2008년 민족문제연구소에서 친일인명사전에 수록하기 위해 정리한 친일인명사전 수록예정자 명단 중 사법 부문에도 선정되었다.

## 참고자료
- 친일반민족행위진상규명위원회 (2006년 12월). 〈유동작〉. 《2006년도 조사보고서 II - 친일반민족행위결정이유서》. 서울. 454~491쪽쪽. 발간등록번호 11-1560010-0000002-10. [깨진 링크(과거 내용 찾기)]